# امباتومیادی
امباتومیادی (به لاتین: Ambatomiady) یک سکونتگاه مسکونی در ماداگاسکار است که در واکینانکاراترا واقع شده‌است.

## خصوصیات
امباتومیادی ۲۵٬۰۰۰ نفر جمعیت دارد و ۱٬۶۰۸ متر بالاتر از سطح دریا واقع شده‌است.